# اسحاق کوریر
اسحاق کوریر (انگلیسی: Isaac Korir؛ زادهٔ ۲۶ اوت ۱۹۹۰) دونده دو استقامت اهل بحرین است.